# Khu quốc hội 3, Oregon
Khu quốc hội 3 của Oregon bao phủ phần lớn Quận Multnomah gồm có phần phía đông sông Willamette của Portland, Gresham, và Troutdale.  Nó cũng bao gồm phần phía bắc của Quận Clackamas trong đó có Milwaukie. Nhiều phần phía tây bắc của Portland cũng nằm trong khu quốc hội này. Trước khi phân chia lại các khu quốc hội vào năm 2002, toàn bộ quận Multnomah nằm trong khu quốc hội này; phần tây nam Portland được phân chia cho các Khu quốc hội số 1 và Khu quốc hội số 5 của Oregon nhưng lấy được phần lớn phần hiện tại thuộc Quận Clackamas.
Khu quốc hội này do đảng viên Dân chủ Earl Blumenauer đại diện tại Hạ viện Hoa Kỳ từ năm 1996.